# أندريا كريمر
أندريا كريمر (بالإنجليزية: Andrea Kremer) هي راقصة باليه ومعلقة رياضية وصحفية أمريكية، ولدت في 25 فبراير 1959 في فيلادلفيا في الولايات المتحدة.